# Kjell Lund

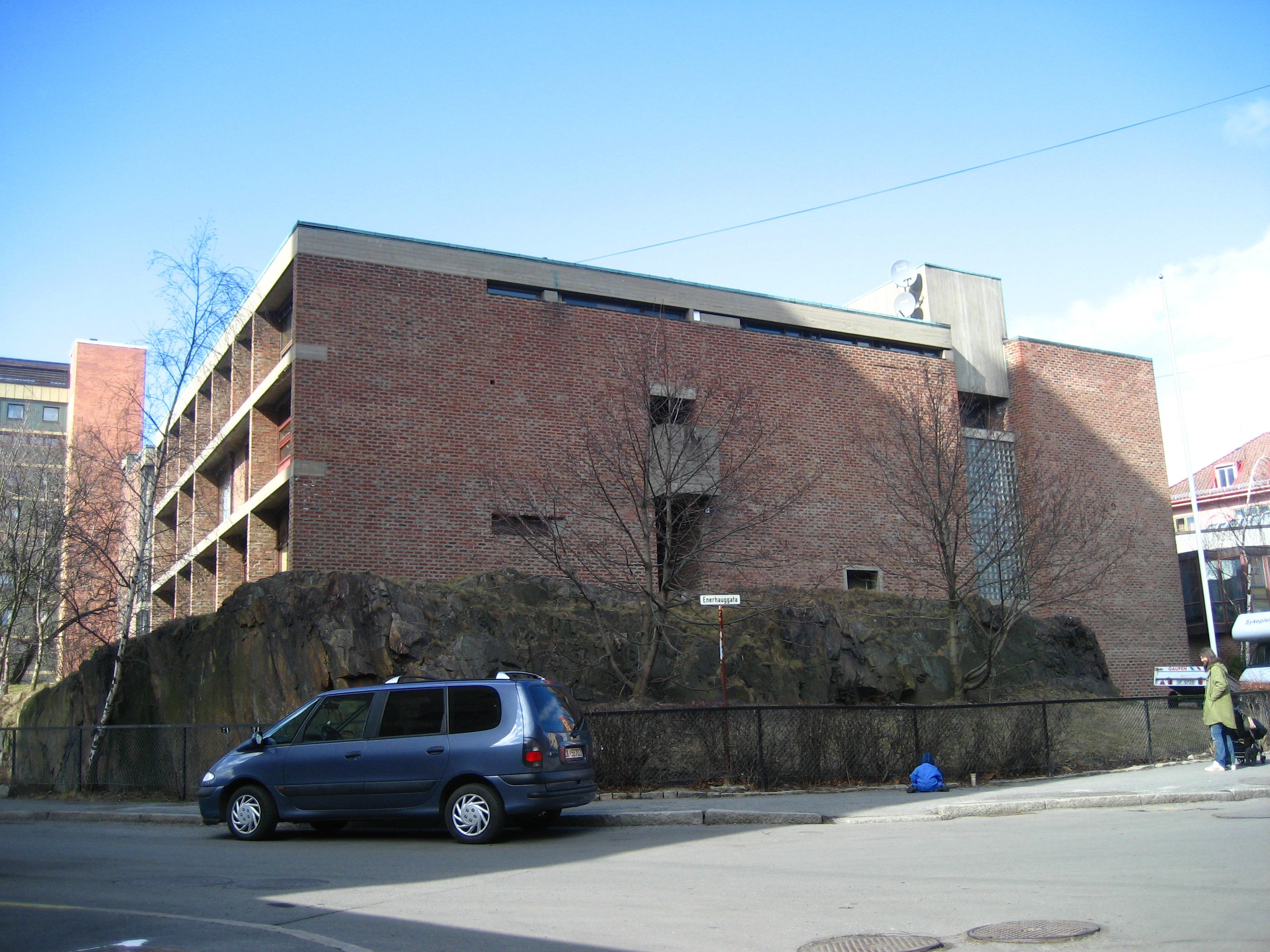
St. Hallvard kyrka och kloster.

Kjell Arve Lund, född 18 juni 1927 i Lillehammer, död 17 augusti 2013, var en norsk arkitekt och visdiktare.
Lund studerade vid NTH där han tog examen 1950. 1958 startade han ett eget kontor tillsammans med Nils Slatto. Deras första större uppdrag, som också skulle komma att bli arkitekternas genombrott, var uppdraget att rita St. Hallvards kloster i Oslo i början av 1960-talet. Anläggningen visar på kontorets brutalistiska materialhantering och strukturalistiska arkitektursyn som kom att prägla många av företagets projekt under 1960- och 1970-talet. 
Företaget var verksamt fram till 1995 med dem båda som delägare.
Förutom den praktiska verksamheten var Lund även föreläsare och lärare vid NTH, samt redaktör för flera norska arkitekturtidskrifter. Han var även känd i Norge som populär visdiktare av sånger för barn.

## Verk i urval
- St. Hallvard kirke og kloster, Oslo (1966)
- Chateau Neuf, Studentkårhus, Oslo (1973)
- Norges Banks huvudkontor, Bankplassen, Oslo (1973-87)